# Clorit
Clorit nhà một nhóm khoáng vật silicat lớp. Các khoáng vật clorit có thể được miêu tả theo bốn loại dựa vào tính chất hóa học của chúng thông qua sự thay thế 4 nguyên tố trong ô mạng silicat gồm: Mg, Fe, Ni, và Mn.
- Clinochlore: (Mg5Al)(AlSi3)O10(OH)8
- Chamosit: (Fe5Al)(AlSi3)O10(OH)8
- Nimit: (Ni5Al)(AlSi3)O10(OH)8
- Pennantit: (Mn,Al)6(Si,Al)4O10(OH)8

Ngoài ra, cũng có các nguyên tố kẽm, lithi và calci. Sự biến đổi lớn về thành phần là kết quả của sự thay đổi đáng kể liên quan đến các tính chất vậy lý, quang học và tia X. Tương tự, dải thành phần hóa học cho phép nhóm khoáng vật clorit tồn tại trong một dải nhiệt độ và áp suất rộng. Do đó, các khoáng vật là những khoáng vật phổ biến trong các đá biến chất nhiệt độ trung bình và một số đá mácma, đá nhiệt dịch và các trầm tích bị chôn vùi dưới sâu.

## Cấu trúc của clorit
Công thức tổng quát của clorit là (Mg,Fe)3(Si,Al)4O10(OH)2·(Mg,Fe)3(OH)6. Công thức này nhấn mạnh cấu trúc chung của nhóm.
Clorit có cấu trúc xen kẹp 2:1, (tức là 2 tetrahedral- kẹp octahedral- ở giữa = t-o-t...), đặc trưng của cấu trúc này thường là các lớp của khoáng vật talc. Không giống như cấu trúc 2:1 của nhóm khoáng vật sét, khoảng không của lớn ở giữa được cấu tạo bởi (Mg2+, Fe3+)(OH)6. Đơn vị cấu trúc (Mg2+, Fe3+)(OH)6 này phổ biến hơn so với lớp dạng brucite, do có sự tương đồng gần gũi hơn với khoáng brucit (Mg(OH)2). Do đó, cấu trúc của clorit thể hiện như sau:
-t-o-t-brucite-t-o-t-brucite...
Một phân loại cũ hơn thì chia clorit thành 2 phụ nhóm: orthoclorit và leptoclorit.

## Phân bố

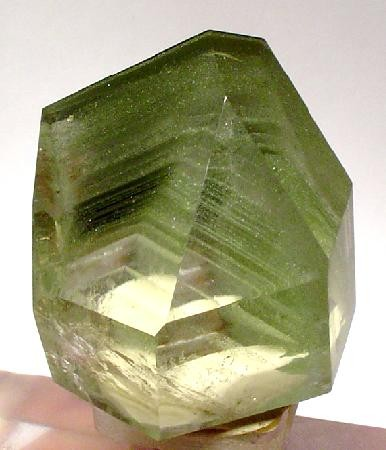
Tinh thể thạch anh bao bọc clorit ở Minas Gerais, Brasil (kích thước: 4.2 x 3.9 x 3.3 cm)

Clorit thường được tìm thấy trong các đá mácma ở dạng sản phẩm thay thế của các khoáng vật mafic như pyroxen, amphibol, và biotit. Trong môi trường này, clorit có thể là một khoáng vật biến chất trao đổi bị biến chất trao đổi của các khoáng vật sắt-magnesi, hoặc nó có thể có mặt ở dạng sản phẩm biến chấn sau mácma thông qua việc thêm vào các nguyên tố Fe, Mg, hoặc các hợp chất khác trong khối đá. Clorit là một khoáng vật phổ biến đi kèm với các quặng nhiệt dịch và thường có mặt cùng với epidot, sericit, adularia và khoáng vật sulfide. Clorit cũng là một khoáng vật biến chất phổ biến, thường là khoáng chỉ thị cho các đá biến chất cấp thấp. Nó là tướng chẩn đoán của các tướng zeolit và các tướng biến chất thấp hơn như đá phiến lục. Nó có mặt trong các tổ hợp với thạch anh, albit, sericit, clorite, garnet của đá phiến pelithic. Trong các đá siêu mafic, quá trình biến chất cũng có thể tạo ra chủ yếu là clinochlore chlorite cộng sinh với tan. 

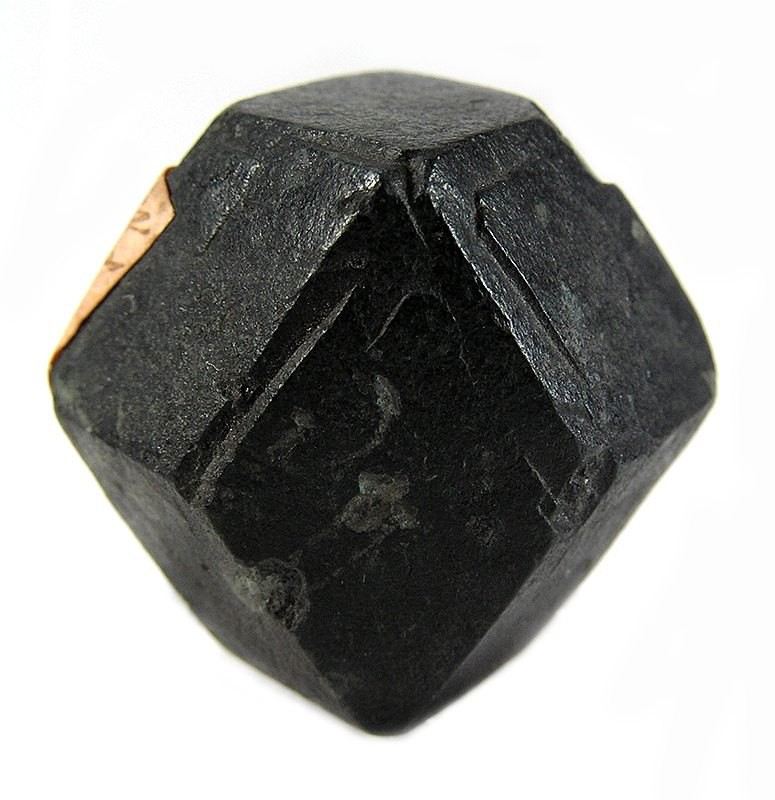
Giả hình clorit theo granat ở Michigan (size: 3.5 x 3.1 x 2.7 cm)

## Các khoáng vật trong nhóm clorit

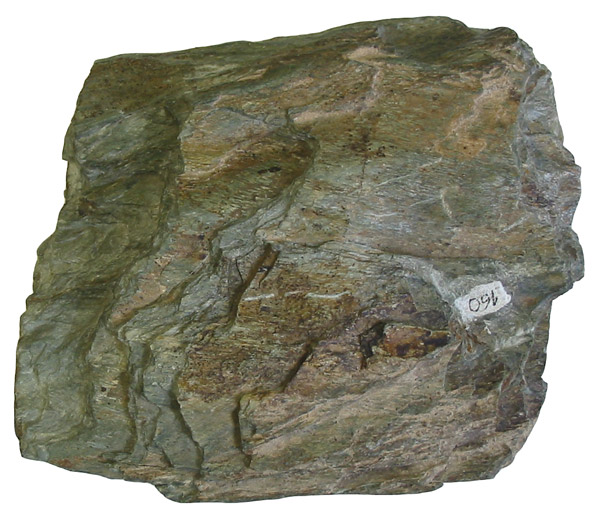
Đá phiến clorit

| Baileychlor   | (Zn,Fe+2,Al,Mg)6(Al,Si)4O10(O,OH)8  |
| Chamosit      | (Fe,Mg)5Al(Si3Al)O10(OH)8           |
| Clinochlor    | (Mg,Fe2+)5Al(Si3Al)O10(OH)8         |
| Cookeit       | LiAl4(Si3Al)O10(OH)8                |
| Donbassit     | Al2[Al2.33][Si3AlO10](OH)8          |
| Gonyerit      | (Mn,Mg)5(Fe+3)2Si3O10(OH)8          |
| Nimit         | (Ni,Mg,Al)6(Si,Al)4O10(OH)8         |
| Odinit        | (Fe,Mg,Al,Fe,Ti,Mn)2.4(Al,Si)2O5OH4 |
| Orthochamosit | (Fe+2,Mg,Fe+3)5Al(Si3Al)O10(O,OH)8  |
| Pennantit     | (Mn5Al)(Si3Al)O10(OH)8              |
| Ripidolit     | (Mg,Fe,Al)6(Al,Si)4O10(OH)8         |
| Sudoit        | Mg2(Al,Fe)3Si3AlO10(OH)8            |

## Phân biệt với các khoáng vật khác
Clorit rất mềm vì thế có thể vạch trầy bằng móng tay. Chúng có màu vết vạch lục. Khi sờ, nó tạo ra cảm giác trơn giống như dầu.
Talc thì mềm hơn có cảm giá giống như xà phồng khi sờ. Màu vết vạch trắng.